# Raión de Chernihivka
Chernihivka (en ucraniano: Чернігівський район) es un raión o distrito de Ucrania en el óblast de Zaporiyia. 
Comprende una superficie de 1200 km².
La capital es la ciudad de Chernihivka.

## Demografía
Según estimación de 2010 contaba con una población total de 20.600 habitantes.

## Otros datos
El código KOATUU es 2325500000. El código postal 71200 y el prefijo telefónico +380 6140.